# Praesos wollastoni
Praesos wollastoni là một loài bướm đêm trong họ Geometridae.